# Saint-Gérard-des-Laurentides
Saint-Gérard-des-Laurentides est une ancienne municipalité de paroisse de 2 176 habitants située en Mauricie. Fondée en 1922, elle a fusionné avec la ville de Shawinigan en 2002. L'ancienne municipalité est nommée en l'honneur de Gérard Majella.